# 許承周
許承周（1540年—1593年），字公瑜，直隸蘇州府崑山縣（今江苏省昆山市）人，明朝官員。

## 生平
隆慶元年（1567年）丁卯科應天鄉試第二十六名举人，隆庆二年（1568年）聯捷戊辰科会试第27名，三甲186名进士。授浙江萧山县知县，政绩卓著，因被人攻訐去職。卒年五十四歲。

## 著作
著作有《西园公文集》八卷。

## 家族
曾祖许昶。祖父许鹏。父许道东。母张氏。慈侍下。兄承宗、滔。弟承唐、承嗣、汶、承喆。